# Девятипоясные броненосцы
Девятипо́ясные бронено́сцы (лат. Dasypus) — род млекопитающих семейства броненосцев, панцирь которых состоит из 9 подвижно сочленённых поясов (о чём и говорит их название). Длина тела девятипоясного броненосца не превышает полуметра. Типичный вес — 4—8 кг.
Девятипоясные броненосцы — единственные из всего семейства, сумевшие расширить свой ареал. Проникнув в Северную Америку, они достигли южных районов США и продвигаются дальше на север. Остальные броненосцы обитают только в Южной Америке.
Девятипоясные броненосцы живут в норах, которые сами роют. Обитают в степях, в кустарниковых зарослях и в горах на высоте до 3000 метров. Питаются насекомыми, грибами, плодами и семенами растений, охотятся на небольших лягушек и ящериц. Потомство у девятипоясных броненосцев появляется в декабре. Маленькие броненосцы рождаются с мягкой роговой бронёй, которая со временем костенеет и твердеет. Самостоятельными они становятся через год. Девятипоясные броненосцы живут около 4 лет.
Девятипоясные броненосцы представляют большой интерес для науки тем, что у них обычно рождаются 4 однояйцевых близнеца. Из-за полной идентичности группа из четырёх броненосцев представляет собой отличный объект для медицинских, генетических, психологических и иных исследований, требующих однородного состава тестируемых. Кроме того, броненосцев часто используют при изучении проказы, поскольку наряду с мышами они являются единственными неродственными людям млекопитающими, которые подвержены этой болезни. Заражению ею, видимо, способствует низкая температура тела броненосцев, благоприятная для бацилл Хансена (Mycobacterium leprae).

## Классификация
Род насчитывает 7 видов:
- Девятипоясный броненосец (Dasypus novemcinctus)
- Семипоясный броненосец (Dasypus septemcinctus)
- Короткохвостый броненосец (Dasypus hybridus)
- Северный броненосец (Dasypus sabanicola)
- Броненосец Капплера (Dasypus kappleri)
- Мохнатый броненосец (Dasypus pilosus)
- Аргентинский броненосец (Dasypus yepesi)
- †Dasypus bellus